# The Selenites Band
The Selenites Band est un groupe de jazz français. Il est formé en 2018, puisant les sources de sa musique dans la musique éthiopienne du Swinging Addis, appelée également éthio-jazz, mais également le krautrock, l'afro-jazz ou les musiques psychédéliques .

## Biographie
Le collectif musical est formé en 2018, et composé de 5 musiciens réunis autour d'Antoine Laloux. Explorant les standards de la musique éthiopienne comme première source d'inspiration, ils publient en février 2019 un premier EP composé de titres de Mulatu Astatke ou Girma Bèyènè enregistrés pendant des concerts, puis un second en juin 2019 avec le guitariste Nicolas Dubuc. Leur travail est remarqué par Martin Dezer du label rennais Stereophonk, qui publie en septembre 2019 Ethio Jazz Groove Project, une compilation de leurs 2 premiers EP.
En 2021, Ils sortent un nouvel album intitulé Behind the Mask. Ils composent sur les gammes de la musique éthiopienne, les kiñits si caractéristiques des musiques traditionnelles de la Corne de l'Afrique, et produisent des compositions d’éthio-jazz moderne, puisant dans leurs influences afro jazz, musiques psychés et krautrock,.

## Membres
- Antoine Laloux — flûte traversière, clarinette basse, synthé modulaire, vibraphone, krar
- Nicolas Dubuc — guitare électrique, effets
- Marc Buvry — saxophone baryton, saxophone basse
- Julien Paris — batterie, percussions
- Fabrice Leroy — basse électrique, contrebasse

## Discographie
- 2019 : A=Face visible (Label Sandal)

1. Antchim Endelela - Bahta Gebre-heywet
2. Muzikawi silt - Girma Bèyènè
3. Moon waltz for the selenites - Obi Riddim
4. Yegelle tezeta - Mulatu Astatke
5. Yekermo sew - Mulatu Astatke